# Патриція Ентоні
Патриція Марі Ентоні (англ. Patricia Anthony; 29 березня 1947 — 2 липня 2013) — американська авторка наукової фантастики та сліпстриму. 1992 року в журналі Cold Allies Ентоні опублікувала свій перший науково-фантастичний роман про прибуття інопланетян у розпал Третьої світової війни XXI століття. Далі були «Брат Терміт», «Совість бігля», «Щасливий поліціянт», «Колиска пишноти» та «Божі вогні», у кожному з яких науково-фантастичні сюжети у нетрадиційний спосіб поєднувалися з іншими жанрами. Кілька її короткометражних творів було перевидано в збірці «Їжа спогадів» 1998 року.
Найвідомішим і найвизнанішим твором Ентоні є, мабуть, «Брат Терміт» 1993 року — розповідь про політичні інтриги, що ведеться від імені лідера інопланетян, які окупували Сполучені Штати. Права на фільм «Брат Терміт» придбав Джеймс Кемерон, а Джон Сейлз написав до нього сценарій. Але наразі фільм так і не було знято.
Після початкового успіху Ентоні три роки викладала творче письмо в Південному методистському університеті, і з розвитком творчого шляху вона дедалі більше виходила за традиційні межі науково-фантастичного жанру. Її роман 1998 року «Фландрія» — просякнута метафізикою розповідь про американського снайпера в британській армії під час Першої світової війни — явив собою цілковитий розрив з її науково-фантастичним минулим та останній вихід її твору в Ace Books. Якщо твір і не був комерційно успішним, то це був успіх серед критиків.
Після публікації «Фландрії» Ентоні припинила писати наукову фантастику й почала працювати сценаристкою, хоча жоден із її сценаріїв не отримав втілення у кінематографі. 2006 року Ентоні закінчила новий роман, але він так і залишився неопублікованим.
У 1970-х роках Ентоні жила у Бразилії й згодом використала цей досвід при написанні твору «Колиска пишноти».